# Етнографски музей (Бяла черква)
Етнографският музей към Народно читалище „Бачо Киро 1869“ в Бяла черква е създаден в реставрираната сграда на старото читалище през 2004 година.
Музеят е открит на 10 май 2004 г., по случай 128-годишнината от Априлското въстание и празника на града.
Етнографската експозиция включва над 2000 предмета: оръдия на труда, облекло, съдове, накити, представящи бита и традициите на населението от региона.